# Вали д'Оро (Латина)
Вали д'Оро је насеље у Италији у округу Латина, региону Лацио.
Према процени из 2011. у насељу је живело 257 становника. Насеље се налази на надморској висини од 9 м.